# Temi Fagbenle
Temi Fagbenle (diminutif usuel de son vrai nom Temitope Fagbenle), née le 8 septembre 1992 à Baltimore, dans le Maryland, est une joueuse britannique de basket-ball. Elle évolue au poste d'intérieure.
Elle possède également les nationalités américaine et nigériane.

## Biographie
D'ascendance nigériane et élevée en Grande-Bretagne, elle commence le basket-ball seulement à l'âge de 14 ans. 
En 2011 lors de son année senior à la Blair Academy du New Jersey, elle est nommée McDonald’s All American, dans la Parade All-America Team et New Jersey Gatorade Player of the Year. 
Ne disputant pas le championnat lors de la saison 2011-2012, elle joue en NCAA trois saisons avec le Crimson d'Harvard où elle où elle obtient un diplôme en anthropologie. En 2012-2013, elle est élue meilleure débutante de l'Ivy League. La saison suivante (13,3 points et 9,3 rebonds en 29 rencontres), elle est nommée dans le meilleur cinq de la conférence en menant aux rebonds, au pourcentage aux tirs (54,8 %). En 2014-2015, elle est nommée dans le second meilleur cinq de la conférence avec 14,4 points, 10,4 rebonds, 2,0 passes décisives et 1,0 contre. Elle dispute sa dernière saison d'éligibilité NCAA avec les Trojans d'USC dont elle est la capitaine. Elle réussite 10 double-doubles et mène son équipe aux points (13,6), aux rebonds (8,7), aux contres (1,2), aux interceptions (1,8), aux lancers francs réussis (93) et aux minutes jouées (30,3).
Elle est choisie par le Lynx lors de la draft WNBA 2016 mais ne dispute pas la saison WNBA 2016 afin d'obtenir un diplôme de troisième cycle en stratégie des relations publiques à USC. Elle rejoint la WNBA pour la saison 2017. Malgré un jeu assez peu technique et trois premiers jours de camp difficiles, Cheryl Reeve choisit de la conserver pour la saison « Elle sait défendre sur le pick-and-roll. Si vous êtes un pivot et si vous montrez des aptitudes à jouer les schémas défensifs, vous pouvez jouer. »
Le Lynx remporte les Finales WNBA 2017 par trois victoires à deux contre les Sparks de Los Angeles, ce qui permet au club du Minnesota d'égaler le record des quatre titres des Comets de Houston.
Pour 2017-2018, elle joue en Pologne avec CCC Polkowice.

## Équipe nationale
Avec l'Angleterre, elle remporte le championnat d'Europe U18 d'un tournoi où elle est première dans cinq catégories statistiques dont les rebonds, les double-doubles et le pourcentage aux tirs à deux points.
Avec l'équipe nationale britannique, elle dispute les Jeux olympiques de 2012 à Londres avec des moyennes de 4,8 points et 4,0 rebonds en 20 minutes sur cinq rencontres dont trois titularisations face à l'Australie, le Canada et la Russie, puis le Championnat d'Europe 2015. La Grande-Bretagne finit 20e et dernière de l'Euro 2015, mais Temi Fagbenle est avec 16,6 points la cinquième meilleure marqueuse du tournoi.

## Palmarès
- Championne du New Jersey avec Blair Academy 2011[3]
- Championne de la WNBA 2017[5].

## Distinctions personnelles
- Ivy League Rookie of the Year[3]
- Meilleur cinq de l'Ivy League 2014[3]
- Second cinq de l'Ivy League 2015[3]
- Meilleur cinq du Championnat d'Europe 2019 à Belgrade (Serbie)[9]